# 多可町
多可町（たかちょう）は、兵庫県の中央部に位置し、多可郡に属する町。北播磨地域の最北に位置する自治体である（兵庫県北播磨県民局に区分）。
2005年11月に3町（中町・加美町・八千代町）の合併により発足し、旧町単位でそれぞれ中区、加美区、八千代区の地域自治区が設置されている。「山田錦」「杉原紙」「敬老の日」発祥の地を謳っている。

## 地理
兵庫県のほぼ中央に位置しており、千ヶ峰など中国山地の東南端に位置する山々に囲まれている。

### 山
- 千ヶ峰（1005 m）
- 笠形山（939 m）
- 妙見山（693 m）

### 河川
以下は、全て加古川水系の河川である。
- 杉原川
- 野間川
- 思出川 - 大男が流した涙が、この川になったとの伝説が存在する[4]。

### 湖沼
- 翠明湖（別名:糀屋ダム）- 人造湖であり、周辺は翠公園として整備された。
- 牧野大池 - 溜め池であり、満水時の面積は68,000 m2である[5]。

### 隣接する自治体
2010年に実施された国勢調査によれば、西脇市への通勤率は17.1%である。
- 加西市
- 丹波市
- 朝来市
- 西脇市
- 神崎郡市川町
- 同郡神河町

## 歴史
2005年11月1日 多可郡中町・加美町・八千代町が合併して誕生。役場を旧中町役場におき、旧加美町役場と旧八千代町役場をそれぞれ加美地域局・八千代地域局としており、地域自治区として中区、加美区、八千代区が設けられた。2018年10月22日に多可町新庁舎が開庁し、その敷地面積は4291 m2、延床面積は4921 m2である。耐震構造を有した鉄骨造であり、地上4階、高さ22.6 mである。駐車場69台を備える。設計・施工管理は株式会社梓設計、施行は西松建設株式会社であった。総事業費約26億円。
- 旧中町 : 1924年4月1日 町制施行
- 旧加美町 : 1955年1月1日 松井庄村と杉原谷村が合併し、加美村に、1960年1月1日町制施行
- 旧八千代町 : 1954年3月25日 野間谷村と加西郡大和村が合併し、八千代村に、1960年1月1日町制施行

## 行政
- 町長：吉田一四（2017年11月27日 - 2期目、元町理事）

歴代町長
- 戸田善規（2005年11月29日 - 3期、旧加美町長）

町議会
- 定数 14人

役所
- 多可町役場 - 多可郡多可町中区中村町123番地
  - 加美地域局 - 多可郡多可町加美区豊部250番地
    - 2010年5月に旧加美町役場から移転した。

  - 八千代地域局 - 多可郡多可町八千代区中野間650番地

### 衆議院
- 任期：2021年10月31日 - 2025年10月30日（「第49回衆議院議員総選挙」参照）

| 選挙区                                                                    | 議員名     | 党派名     | 当選回数 | 備考   |
| ------------------------------------------------------------------------- | ---------- | ---------- | -------- | ------ |
| 兵庫県第4区（多可町、神戸市西区、西脇市、三木市、小野市、加西市、加東市） | 藤井比早之 | 自由民主党 | 4        | 選挙区 |

## 「発祥の地」
町は山田錦、杉原紙、敬老の日発祥の地であると謳っている。それぞれ、中区、加美区、八千代区に由来する。

### 山田錦

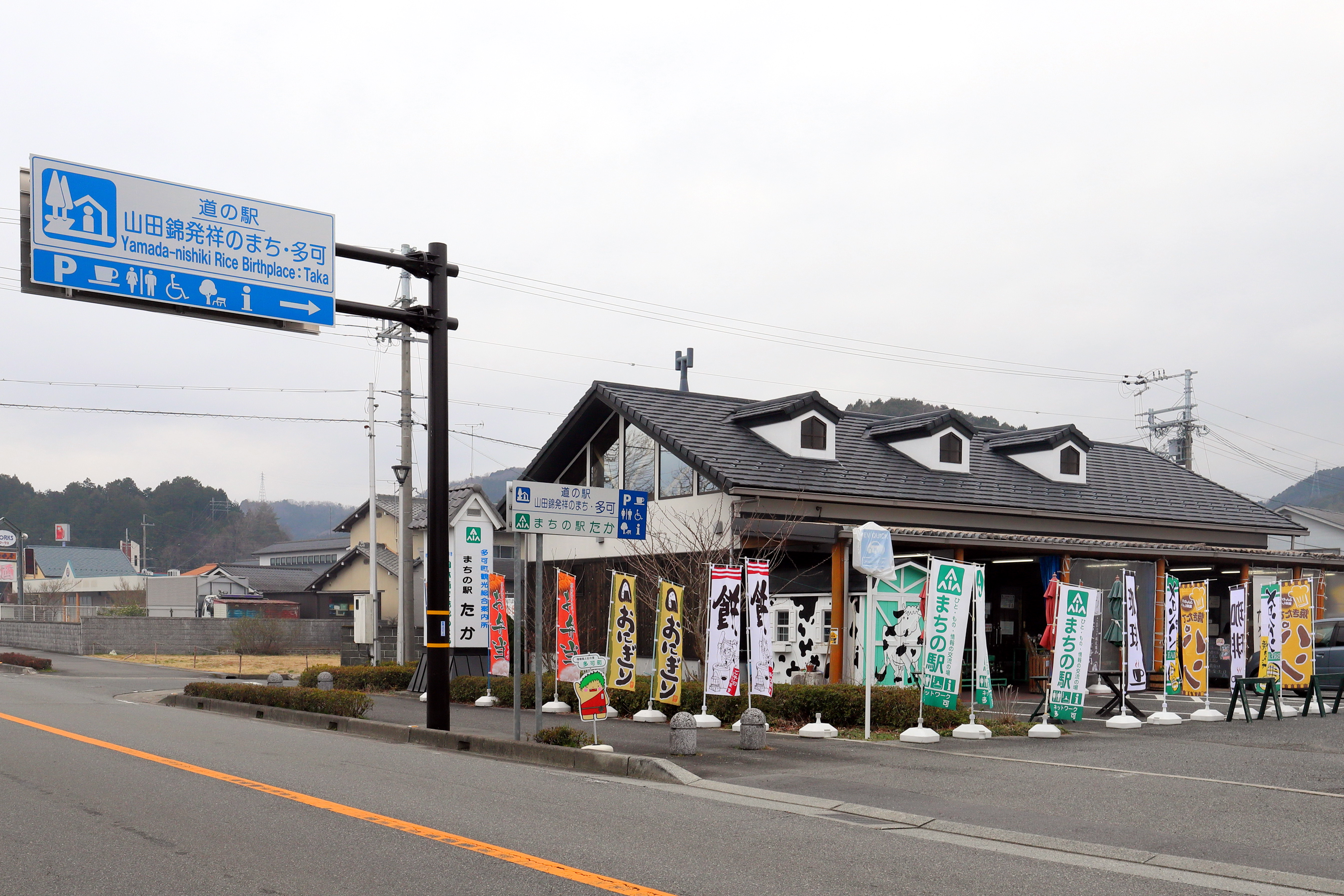
道の駅「山田錦発祥のまち・多可」

多可町は、酒米として知られる山田錦の発祥地を謳っている。中区岸上にある国道427号の道の駅（2015年登録）は「山田錦発祥のまち・多可」という名称である。町内では山田錦の生産も行われている。
山田錦は1923年に兵庫県立農事試験場（兵庫県明石市）で山田穂（やまだぼ）と短稈渡船の交配によって作り出され、1936年に命名された品種である。多可町が「発祥の地」を称するのは、山田錦の母方にあたる山田穂を発見したのが中区東安田の豪農・山田勢三郎とする説があることによる（ただし山田穂の発祥には諸説がある）。この説によれば、山田勢三郎が1877年ごろ、自作田で見つけた大きな穂を近隣地にも奨励し、俵に「山田穂」の焼き印を押して出荷したという。「山田穂」は大正期には兵庫県において酒米として広く栽培された品種であった。
1993年より毎年10月1日（日本酒の日）には「加藤登紀子日本酒の日コンサート」が開催されていた。「山田錦」を中心とした町おこしを図っていた合併前の中町が、「ほろ酔いコンサート」を開いていた加藤を招き、1992年にツアーの一環として実現したのが始まりで、毎年恒例の行事となった。加藤のコンサートは30年を区切りとして2021年に幕を下ろした。
2006年には地方自治体として初めて「日本酒で乾杯の町」を宣言した。2019年、多可町は加藤登紀子を「山田錦PR大使」に任命した。

### 杉原紙

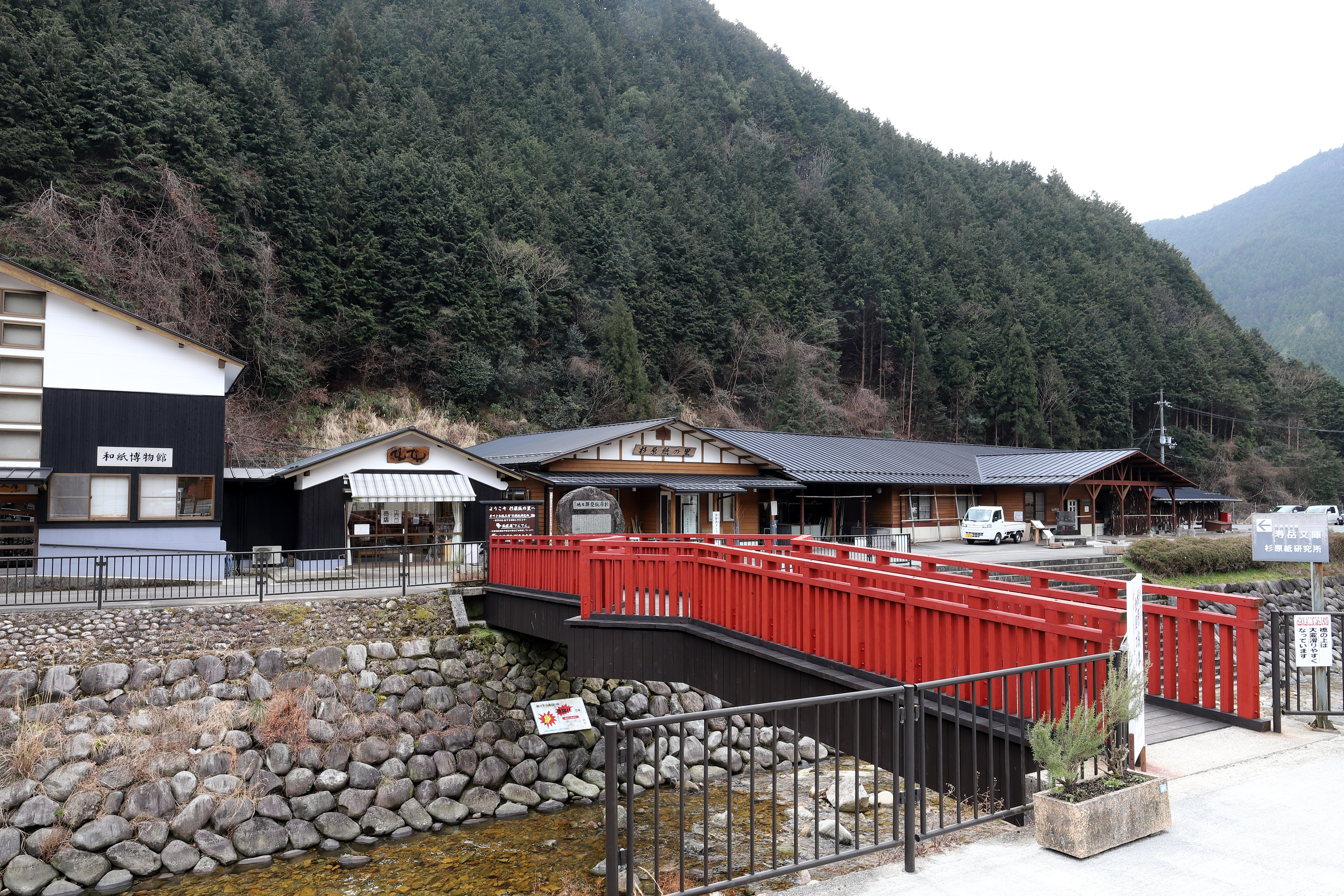
杉原紙研究所・和紙博物館

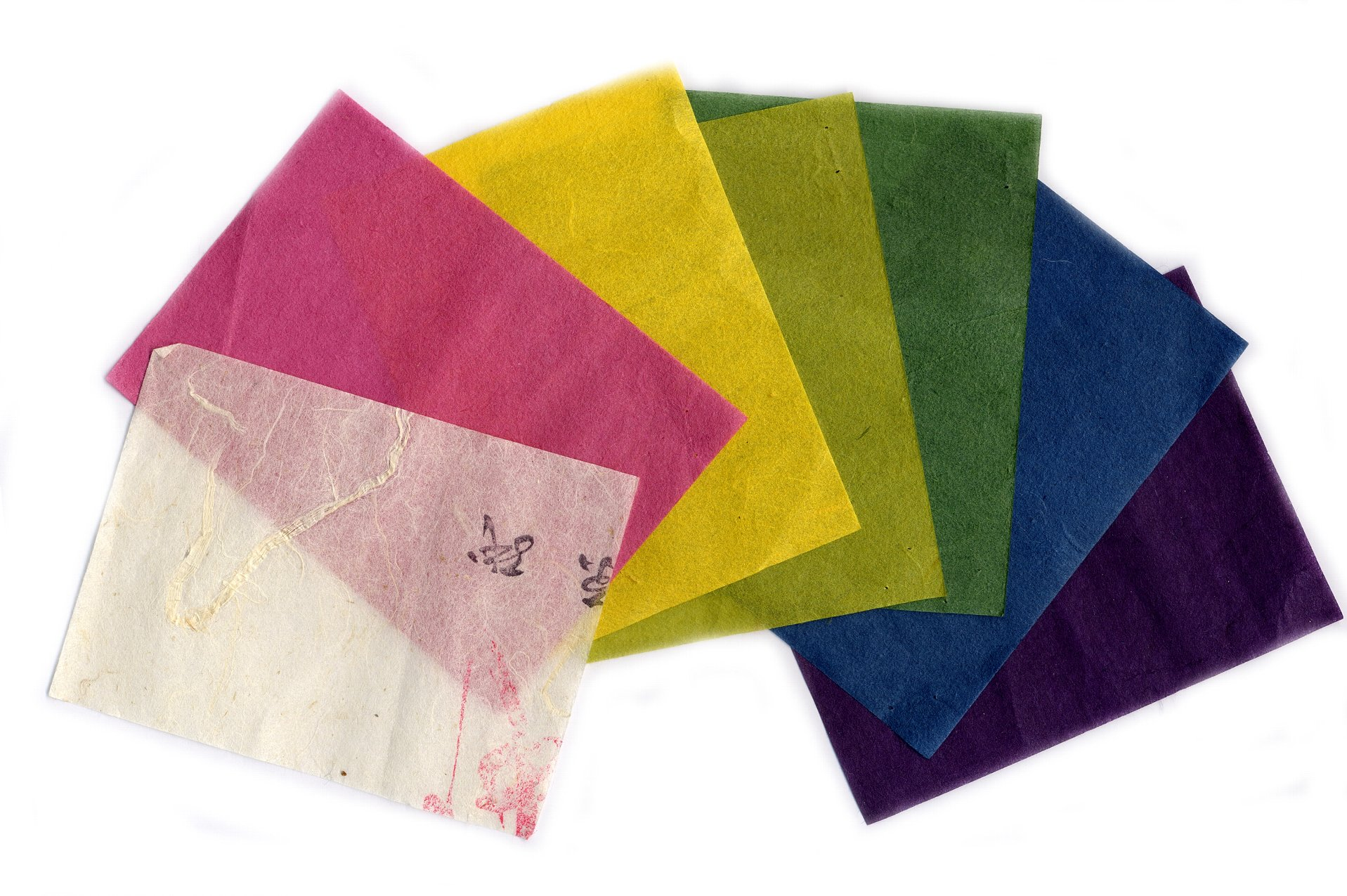
杉原紙

多可町加美区北部の杉原谷は、手漉き和紙の杉原紙（すぎはらがみ）の発祥地である。加美区鳥羽にある町立の杉原紙研究所周辺は「杉原紙の里」として整備されている。杉原紙研究所は現在唯一の杉原紙製造者であるとともに、紙漉き体験（予約制）が可能な施設として運営されている。また、和紙博物館や販売施設、国道427号の道の駅「杉原紙の里・多可」（1996年登録）を併設している。
播磨国は奈良時代から紙の産地として知られており（播磨紙）、杉原紙もその流れを汲むとされる。「杉原紙」の文献上の初出とされるのは、1116年の関白藤原忠実の日記で、杉原谷にあった藤原氏の荘園・椙原庄で生産される「椙原庄紙」（すぎはらしょうのかみ）を、家宝の調度品とともに子らに贈った記事である。
杉原紙は鎌倉時代以降武家社会の公用紙として普及し、江戸時代には庶民にも使用が広がった。この過程で、コウゾ（楮）を用いた杉原式の手漉き和紙が日本各地で生産されるようになり、「杉原紙」「杉原」と呼ばれた。近代に入ると、和紙に替わって洋紙が普及したことに加え、人工造林が盛んになり雑木林が減少してコウゾの自給が困難になったこと、収益の良い他産業への転業が進んだことなどから、杉原紙の生産は衰退した。江戸時代、杉原谷には和紙を漉く家が300軒あったというが、1925年には紙漉き業の歴史が絶えた。
杉原紙の生産が日本各地に広がったため、近代には発祥の地も不明となっていたが、昭和初期に和紙研究家の寿岳文章や新村出によって杉原谷（当時は杉原谷村）が杉原紙の発祥地と結論づけられた。地元でも教育者・郷土史家の藤田貞雄によって杉原紙の研究が行われた。1966年に杉原谷小学校の校庭に「杉原紙発祥之地」記念碑が建てられた。1970年には大正時代に紙漉きを経験していた宇高弥之助により、杉原紙の紙漉きが再現された。
1972年に、加美町は町営「杉原紙研究所」を設立し、杉原紙の本格的な再興に乗り出した。杉原紙は1983年に兵庫県無形文化財に、1993年には兵庫県伝統的工芸品に指定された。
1995年からは、原材料のコウゾを地元住民で供給するべく加美町民全世帯参加による「一戸1株栽培運動」を開始した（その後、「一戸2株栽培運動」に発展）。

### 敬老の日

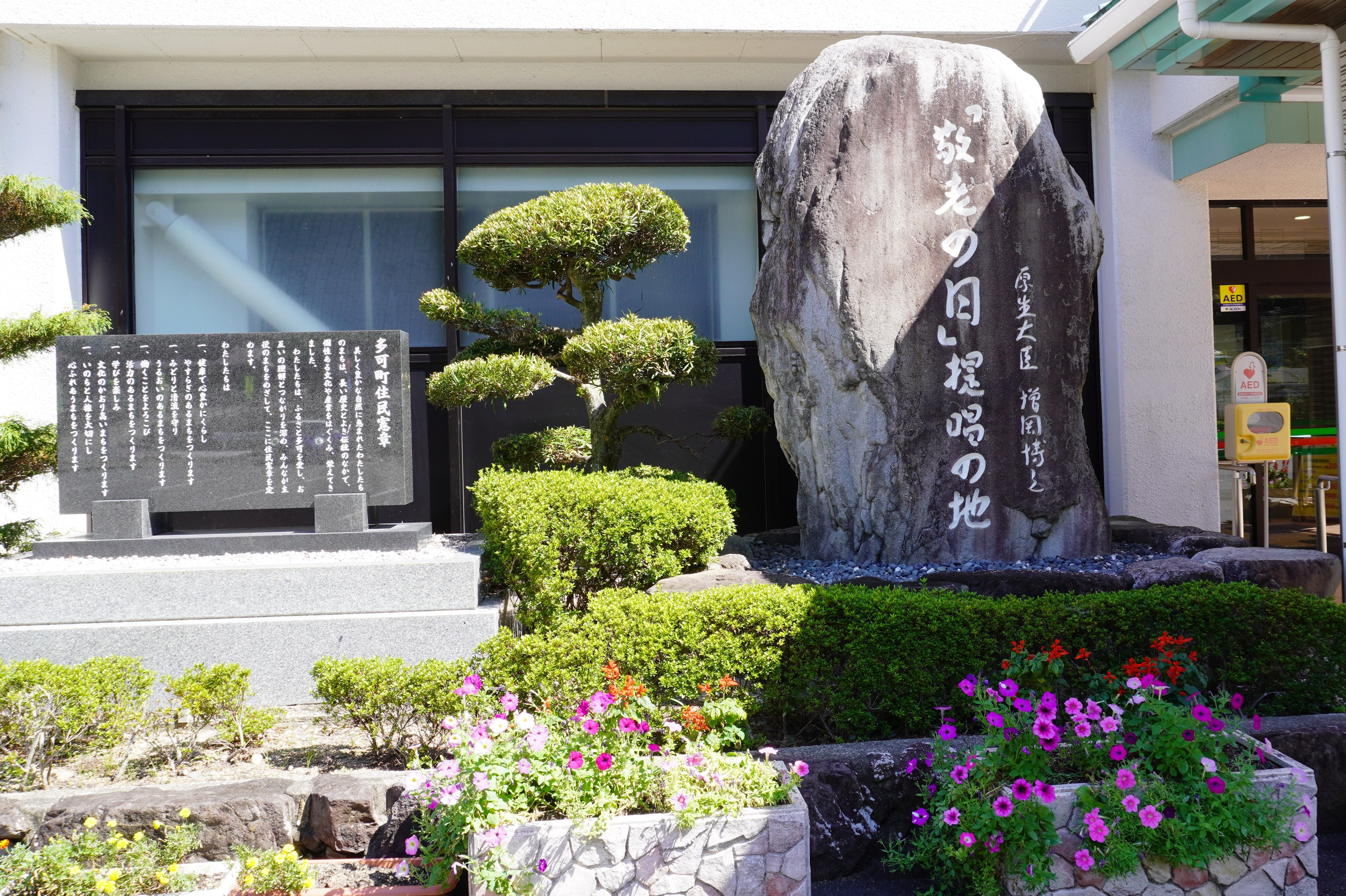
「「敬老の日」提唱の地」の碑

多可町八千代区は「敬老の日」発祥の地として知られる。
多可郡野間谷村（後に八千代町を経て現在の多可町八千代区）で、1947年（昭和22年）9月15日に開催された「敬老会」が「敬老の日」の始まりであるとされる。野間谷村の村長であった門脇政夫（1911年 - 2010年）が「老人を大切にし、年寄りの知恵を借りて村作りをしよう」という趣旨から開いたもので、9月15日という日取りは、農閑期にあたり気候も良い9月中旬ということで決められた。昭和22年当時は、戦後の混乱期に当たり子供を戦場へ送った親たちの多くが精神的に疲労の極にあった。門脇は、そうした親らに報いるべく「養老の滝」の伝説にちなみ、9月15日を「としよりの日」とし、55歳以上の人を対象に敬老会を開催した。これが全国に広がりを見せ、国民の祝日「敬老の日」制定につながった。現在、八千代コミュニティプラザの玄関脇には「敬老の日提唱の地」と刻まれた高さ約2mの石碑が建っている。
その後2013年に、多可町では「敬老の日」発祥の町として敬老の精神を未来に向けて受け継いでいく目的で、公募で作成した敬老のうた「きっとありがとう」を制作し、町の各所で流されているほか、この歌を使って介護予防の目的で体操を作って公開した。

## 地域

### 人口
2010年に実施さえた国勢調査によれば、前回の国勢調査からの人口増減をみると、4.91％減の23,110人であり、増減率は県下41市町中30位、49行政区域中38位であった。
| |                                        |  |
| 多可町と全国の年齢別人口分布（2005年） | 多可町の年齢・男女別人口分布（2005年） |  |
| ■紫色 ― 多可町 ■緑色 ― 日本全国 | ■青色 ― 男性 ■赤色 ― 女性              |  |
| 多可町（に相当する地域）の人口の推移 \| 1970年（昭和45年） \| 26,282人 \| \| \| 1975年（昭和50年） \| 26,252人 \| \| \| 1980年（昭和55年） \| 26,095人 \| \| \| 1985年（昭和60年） \| 26,179人 \| \| \| 1990年（平成2年） \| 25,745人 \| \| \| 1995年（平成7年） \| 25,440人 \| \| \| 2000年（平成12年） \| 25,331人 \| \| \| 2005年（平成17年） \| 24,304人 \| \| \| 2010年（平成22年） \| 23,104人 \| \| \| 2015年（平成27年） \| 21,200人 \| \| \| 2020年（令和2年） \| 19,261人 \| \| |                                        |  |
| 総務省統計局 国勢調査より |                                        |  |
| 1970年（昭和45年） | 26,282人                               |  |
| 1975年（昭和50年） | 26,252人                               |  |
| 1980年（昭和55年） | 26,095人                               |  |
| 1985年（昭和60年） | 26,179人                               |  |
| 1990年（平成2年） | 25,745人                               |  |
| 1995年（平成7年） | 25,440人                               |  |
| 2000年（平成12年） | 25,331人                               |  |
| 2005年（平成17年） | 24,304人                               |  |
| 2010年（平成22年） | 23,104人                               |  |
| 2015年（平成27年） | 21,200人                               |  |
| 2020年（令和2年） | 19,261人                               |  |

### 教育
養護学校・特別支援学校
- 兵庫県立北はりま特別支援学校

小学校
- 多可町立中町北小学校
- 多可町立中町南小学校
- 多可町立松井小学校
- 多可町立杉原谷小学校
- 多可町立八千代小学校
- 旧多可町立八千代南小学校（平成28年に閉校し、多可町立八千代小学校として統合）
- 旧多可町立八千代北小学校（平成28年に閉校し、多可町立八千代小学校として統合）
- 旧多可町立八千代西小学校（平成28年に閉校し、多可町立八千代小学校として統合）

中学校
- 多可町立中町中学校
- 多可町立加美中学校
- 多可町立八千代中学校

高等学校
- 兵庫県立多可高等学校
- 相生学院高等学校多可校

## 交通

### 空港
町に比較的近い空港は大阪国際空港、神戸空港、但馬空港であるが、町と空港を直結する交通機関はない。

### 鉄道
町内には鉄道は通っていない。町の最寄り駅はJR西日本加古川線の西脇市駅である。
※旧・中町にはかつてJR西日本鍛冶屋線が通っており、終点の鍛冶屋駅が町内にあったが、1990年4月1日に廃止された。

### 路線バス
- ウイング神姫（神姫バスグループ、旧神姫グリーンバス）
  - 加美中線：西脇市 - 中区 - 加美区
  - 中黒田線：西脇市（旧黒田庄町域） - 中区
  - 中八千代線・大和線：中区 - 八千代区（町内）
  - 大屋線：西脇市 - 八千代区
- 神姫バス
  - 八千代加西線：加西市 - 八千代区 ※土日祝日運休
- のぎくバス - 多可町コミュニティバス

町への路線バスが発着する鉄道駅は西脇市駅（加古川線・西脇市）、本黒田駅（加古川線・西脇市旧黒田庄町）、北条町駅（北条鉄道・加西市）の各駅。

### 道路

#### 一般国道
- 国道427号

#### 主要地方道
- 兵庫県道8号加美宍粟線
- 兵庫県道24号多可北条線
- 兵庫県道34号西脇八千代市川線
- 兵庫県道78号丹波加美線
- 兵庫県道86号中柏原線

## 出身者
- 大勢 - プロ野球選手。読売ジャイアンツ所属。
- 山本巧 - 高校野球指導者。兵庫県立社高等学校硬式野球部監督。
- 見坂茂範 -  参議院議員、元国土交通省近畿地方整備局長。
- 山口茂吉-  昭和期の歌人。

## 名所・旧跡・観光スポット・祭事・催事

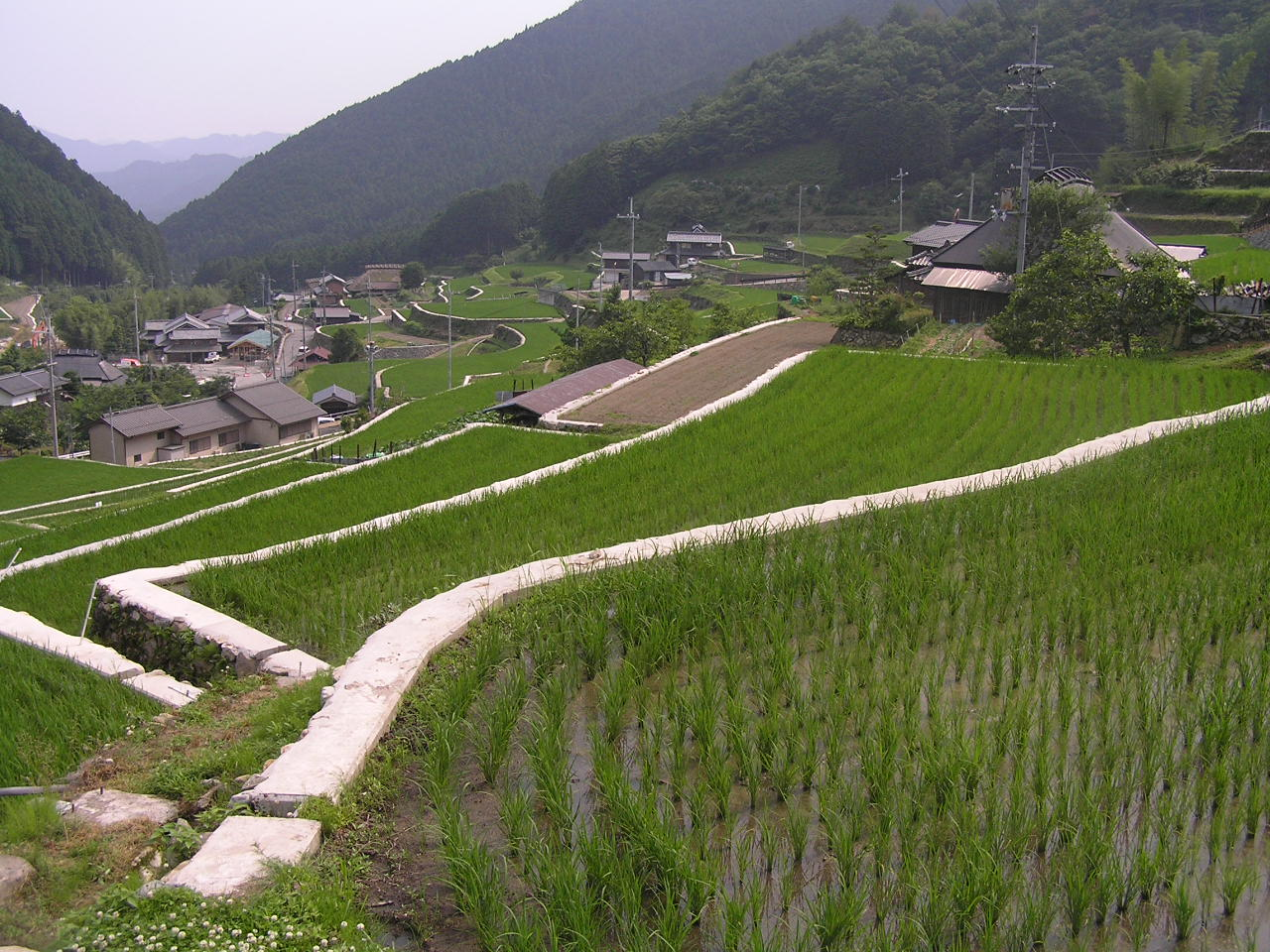
岩座神の棚田

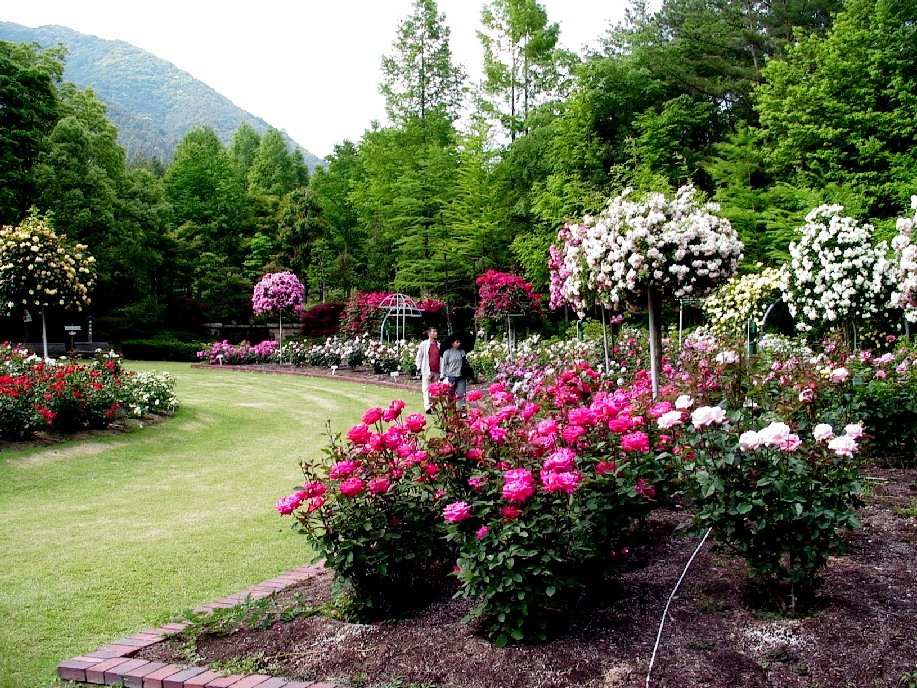
多可町余暇村公園のバラ園

- 岩座神の棚田（日本の棚田百選）
- 千ヶ峰（笠形山千ヶ峰県立自然公園）
- 兵庫県立北播磨余暇村公園
- 杉原紙研究所
- 鍛冶屋線記念館
- ハーモニーパーク
- 道の駅杉原紙の里・多可
- 松か井の水
- なか・やちよの森公園
- セントラルサーキット
- ホタルの里 (俵田)
- クラインガルテン（滞在型市民農園）
- マイスター工房八千代
- エコミール加美（青年の家）
- ラベンダーパーク多可
- 加美特産品開発センター
- 春蘭荘
- 東山古墳群
- 安海寺
- 鳳泉寺
- 瑞光寺
- 荒田神社
- 楊柳寺
- 青玉神社
- 大歳金刀比羅神社

## 備考
- 方言は播州弁である。アクセントは垂井式アクセントを用いる地区と、京阪式アクセントを用いる地区に分かれる。加美区・中区には敬意の「‐ちゃった」という特徴的な表現があり[注釈 7]、「ちゃった弁」と呼ばれ親しまれている。
- かつてCMで知られたクワムラ食品の本社及び工場が中区にある。
- 2007年の県議会選挙では、西脇市黒田庄町（合併前の多可郡黒田庄町）も多可郡選挙区として扱われた。
- 尼崎市の非公認キャラクター・ちっちゃいおっさんの妻、「ちっちゃいおばはん」こと酒田みづえは多可町出身の設定である[24]。
- ふるさと納税として100万円以上の寄附をした人への特典に、「ご当地ヒーロータカゴールドになれる券」や「たかテレビニュースキャスターになれる券」等が用意されている[25]。
- 2018年12月26日に「一日ひと褒め条例[26]」を可決し、翌1月1日より施行された[27][28]。「家族や友人、職場の同僚らの良い点を見つけ、言葉で伝え合うことで地域活性化を目指す」という条例であり[27]、ユニークな条例としていくつかのメディアで報じられた[29][30]。